# Split-TEV
Das Split-TEV (‚Gespaltenes TEV‘) ist eine biochemische Methode zum Nachweis von Protein-Protein-Interaktionen in lebenden Zellen.

## Prinzip
Das Split-TEV ist als Protein-fragment complementation assay eine Methode zum Nachweis einer Bindung durch Komplementation von Fragmenten eines Reporterproteins (englisch protein complementation assay, PCA), wie auch die bimolekulare Fluoreszenzkomplementation. Das Split-TEV besteht aus einer NIa-Protease des Tobacco Etch Virus (TEV-Protease), die in zwei enzymatisch inaktive Teile zerlegt wurde. Je ein Teil (das N-terminale NTEV oder das C-terminale CTEV) wird an die beiden zu untersuchenden Proteine als Fusionsprotein angehängt, wodurch bei einer Bindung der beiden Proteine die angehängten Protease-Teile rekonstituiert und die Protease enzymatisch aktiv wird.